# 10984 Gispen
10984 Gispen è un asteroide areosecante. Scoperto nel 1977, presenta un'orbita caratterizzata da un semiasse maggiore pari a 2,1682563 UA e da un'eccentricità di 0,3281554, inclinata di 5,88171° rispetto all'eclittica.